# Xinxiang Bus Works
Xinxiang Bus Works war ein Hersteller von Automobilen und Omnibussen aus der Volksrepublik China. Eine andere Quelle nennt Xinxiang General Bus Works.

## Unternehmensgeschichte
Das Unternehmen aus Xinxiang begann in den 1970er Jahren mit der Produktion von Omnibussen. Davon entstanden jährlich zwischen 100 und 250 Stück. 1993 kam ein Pkw-Modell dazu. Der Markenname lautete Xinxiang. Im gleichen Jahr endete dessen Produktion nach nur wenigen hergestellten Fahrzeugen. In den 1990er Jahren wurde das Unternehmen aufgelöst.

## Fahrzeuge
Die Busse hatten zwischen 23 und 41 Sitze.
Der Pkw war der XKC 6370. Die Karosserie mit vier Türen und großer Heckklappe bot Platz für fünf Personen. Ein einheimischer Motor von Dong’an mit 797 cm³ Hubraum trieb die Fahrzeuge an.